# Дурнушка (телесериал)
«Дурнушка», или «Дурнушка Бетти» (англ. Ugly Betty) — американский комедийный телесериал с Америкой Феррерой в главной роли. Сериал впервые представлен на телеканале ABC 28 сентября 2006 года в США и в Канаде.
Сериал показывает жизнь негламурной и добродушной Бетти Суарес, работающей в ультрамодном нью-йоркском журнале моды «Mode». Идея сериала была адаптирована на основе колумбийской «мыльной оперы» «Я — Бетти, дурнушка». Главная героиня также носит очки и брекеты. Вдобавок Бетти не обладает стройной фигурой и одевается ярко и порой нелепо. В то же время основным недостатком Бетти знакомые считают отсутствие стиля, а вовсе не внешнюю непривлекательность.
После премьеры шоу получило множество положительных рецензий от критиков и удостоилось множества наград и номинаций. В частности, трёх премий «Эмми» и двух «Золотых глобусов» за лучший комедийный сериал и лучшую актрису в комедии в 2007 году.

## История создания
Идея сериала появилась в Колумбии, стране, которая впервые выпустила на экраны сериал «Я Бетти, дурнушка», 1999 год. Этот сериал получил большое распространение в мире и получил адаптацию в более чем 70 странах мира. Идея перенести «Дурнушку» на американские экраны появилась в 2001 году, когда NBC планировала адаптировать сериал как получасовую комедию, которая будет подготовлена Sony Pictures Television. Но эта идея так и оставалась на стадии планирования до тех пор, пока компания ABC и Хайек в 2004 году переделали сериал в часовую комедию-драму. Два года спустя, 16 мая 2006 года, ABC сообщила, что «Дурнушка» в 2006—2007 будет частью североамериканской линейки, по одной еженедельной часовой серии. Первоначальный заказ был на 13 эпизодов.

## Сюжет
Бетти Суарес — добродушная, немного наивная девушка из Куинса, совершенно не имеющая чувства вкуса. Неожиданно она попадает в совершенно незнакомый ей мир, когда устраивается на работу в «Mode», журнал о высокой моде. Владелец журнала нанимает её в качестве помощницы главного редактора именно из-за недостатка красоты. Главный редактор журнала — Дэниэл Мид, сын владельца и известный бабник. Наняв столь непривлекательную ассистентку, отец надеялся, что заставит думать Дэниэла только о работе. Сначала Дэниэл был недоволен необходимостью работать с Бетти, но со временем они смогли найти общий язык и стать отличной командой.
Противником Дэниэла в журнале является креативный директор Вильгельмина Слейтер, уже несколько лет мечтающая занять должность главного редактора. Вместе со своим помощником Марком она пытается навредить работе Дэниэла, мастерски строя интриги и играя на его неосведомлённости о мире высокой моды. Бетти тоже приходится несладко. Она постоянно подвергается нападкам со стороны Марка и его лучшей подруги Аманды — секретарши, работающей в приёмной. Единственной подругой Бетти на работе становится швея Кристина.
Много волнения в жизнь Бетти также вносит её семья: отец Игнасио, сестра Хильда и племянник Джастин, разбирающийся в моде лучше, чем все члены его семьи.

## Актёры и персонажи

### Главные герои
- Бетти Суарес (Америка Феррера, 1-4 сезон) — Бетти получила работу в «MODE» благодаря отцу Даниэла. У Бетти был роман со своим коллегой Генри, но они расстались после того, как он уехал воспитывать своего сына, так же Бетти встречалась с Мэттом Хартли, но он уехал. Помощница Дэниэла Мида, затем младший редактор. Дочь Игнасио Суареса, сестра Хильды Суарес, тётя Джастина Суареса. Бетти не имеет вкуса, одевается в нелепую одежду, лучшая подруга Кристины Маккинни, бывшая одноклассница Кимми Киган.
- Дэниэл Мид (Эрик Мабиус, 1-4 сезон) — главный редактор журнала «Mode», сын Брэдфорда и Клэр Мид, родной младший брат Алексис Мид и единоутробный брат (по-матери) Тайлера Мида-Хартли, лучший друг Беккетта Скотта, жених, затем — муж Молли Мид.
- Вильгельмина Слейтер (Ванесса Уильямс, 1-4 сезон) — креативный директор журнала «Mode», мать Нико Слейтер, любовница Коннора Оуэнса.
- Марк Сент-Джеймс (Майкл Ури, 1-4 сезон) — помощник Вильгельмины Слейтер, гей, бойфренд Клиффа Сент-Пола, лучший друг Аманды Танен.
- Аманда Танен (Самерс) (Беки Ньютон, 1-4 сезон) — секретарша приёмной журнала «Mode», дочь Фей Самерс, лучшая подруга Марка Сент-Джеймса.
- Кристина Маккинни (Эшли Дженсен, 1-4 сезон) — швея журнала «Mode», заведующая складом, лучшая подруга Бетти Суарес, жена Стюарта.
- Клэр Мид (Джудит Лайт, 1-4 сезон) — хозяйка журнала «Mode», жена Брэдфорда Мида, мать Дэниэла, Алексис Мид и Тайлера Мида-Хартли, лучшая подруга Йоги.
- Хильда Суарес (Ана Ортис, 1-4 сезон) — дочь Игнасио Суареса, сестра Бетти Суарес, бывшая невеста Сантоса, мать Джастина Суареса, девушка, затем — жена Бобби Талерсио.
- Игнасио Суарес (Тони Плана, 1-4 сезон) — отец Бетти и Хильды Суарес, дедушка Джастина Суареса.
- Джастин Суарес (Марк Инделикато, 1-4 сезон) — сын Хильды Суарес и Сантоса, внук Игнасио Суареса, племянник Бетти Суарес, бойфренд Остина Марли, школьник.
- Брэдфорд Мид (Алан Дэйл, 1-2 сезон) — владелец журнала «Mode», муж Клэр Мид, отец Дэниэла и Алексис Мид.
- Генри Грабстик (Кристофер Горэм, 1-4 сезон) — бухгалтер журнала «Mode», бойфренд Чарли, но у него также был роман с Бетти Суарес.
- Алексис Мид (Ребекка Ромейн, 1-3 сезон) — дочь Брэдфорда и Клэр Мид, родная старшая сестра Дэниэла Мида и единоутробная сестра (по-матери) Тайлера Мида-Хартли. Алексис — транссексуалка, раньше она была парнем, затем — поменяла пол. Позже Алексис была новым президентом «Mead Publications».
- Мэтт Хартли (Дэниэл Эрик Голд, 3-4 сезон) — редактор журнала «Mode», сын Кэлвина и Виктории Хартли, бывший бойфренд Бетти Суарес.

### Второстепенные персонажи
- Сузуки Сен-Пьер (Алек Мапа, 2-4 сезон, 30 серий) — телеведущий.
- Уолтер (Кевин Зусман, 1 сезон, 20 серий) — бывший бойфренд Бетти Суарес.
- Коннор Оуэнс (Грант Боулер, 3-4 сезон, 17 серий) — финансовый директор журнала «Mode», любовник Вильгельмины Слейтер.
- Молли Мид (Сара Лафлер, 3-4 сезон, 16 серий) — невеста, затем — жена Дэниэла Мида.
- Джио Росси (Фредди Родригес, 2-4 сезон, 12 серий) — продавец сэндвичей, сначала друг потом бывший парень Бетти Суарес.
- Арчи Родригес (Ральф Мачио, 3-4 сезон, 11 серий) — член городского совета, бывший бойфренд Хильды Суарес.
- Бобби Талерцио (Адам Родригес, 4 сезон, 11 серий) — бойфренд, затем — муж Хильды Суарес.
- Кэлвин Хартли (Дэвид Раш, 3-4 сезон, 10 серий) — бизнесмен, муж Виктории Хартли, отец Мэтта Хартли и Тайлера Мида-Хартли.
- Нико Слейтер (Джохара Джонс и Яя ДаКоста, 1,4 сезон, 10 серий) — дочь Вильгельмины Слейтер.
- Стив (Стэлио Саванте, 1 сезон, 8 серий) — частный детектив.
- Сантос (Кевин Алехандро, 1-2 сезон, 8 серий) — бывший жених Хильды Суарес, отец Джастина Суареса.
- Ник Пеппер (Макс Гринфилд, 1-3 сезон, 8 серий) — помощник Алексис Мид.
- Чарли (Джейма Мэйс, 1-2 сезон, 8 серий) — девушка Генри Грабстика.
- Тайлер Мид-Хартли (Нил Бледсо, 4 сезон, 7 серий) — внебрачный сын Клэр Мид и Кэлвина Хартли, единоутробный (по-матери) брат Дэниэла и Алексис Мид, единокровный (по-отцу) брат Мэтта Хартли.
- Клифф Сент-Пол (Дэвид Блу, 2-3 сезон, 7 серий) — фотограф, гей, бойфренд Марка Сент-Джеймса.
- Стюарт (Дерек Риделл, 2-3 сезон, 7 серий) — муж Кристины Маккинни.
- Тони Диас (Эдди Сибриан, 2-3 сезон, 7 серий) — тренер Джастина Суареса, бывший бойфренд Хильды Суарес.
- София Риз (Сальма Хайек, 1 сезон, 7 серий) — писательница.
- Елена (Лорен Велес, 3-4 сезон, 6 серий) — медсестра.
- Йога (Лоррейн Туссен, 1-2 сезон, 6 серий) — лучшая подруга Клэр Мид.
- Остин Марли (Райан Макгиннис, 4 сезон, 5 серий) — бойфренд Джастина Суареса.
- Джина Гамбарро (Ава Годе, 1-2 сезон, 5 серий) — соседка Суаресов.
- Беккетт Скотт (Бэйли Чейз, 1-2 сезон, 4 серии) — лучший друг Дэниэла Мида.
- Констанс Грэйди (Октавия Спенсер, 1 сезон, 4 серии) — сотрудница иммиграционной службы.
- Кимми Киган (Линдси Лохан, 2-3 сезон, 4 серии) — бывшая одноклассница Бетти Суарес.
- Фабиа (Джина Гершон, 1 сезон, 3 серии) — магнатка модного бизнеса.
- Виктория Хартли (Кристин Барански, 3 сезон, 3 серии) —  бывшая жена Кэлвина Хартли, мать Мэтта Хартли.
- Дуэйн (Рик Фокс, 2 сезон, 2 серии) — телохранитель Вильгельмины Слейтер.
- Джесс (Вэл Мэтт Эммих, 3 сезон, 5 серий) - сосед Бетти Суарес.

## Сезоны
- Сезон 1 — 23 серии — с 28 сентября 2006 по 17 мая 2007
- Сезон 2 — 18 серий — с 27 сентября 2007 по 22 мая 2008
- Сезон 3 — 24 серии — с 25 сентября 2008 по 21 мая 2009
- Сезон 4 — 20 серий — с 16 октября 2009 по 14 апреля 2010 (последний сезон, где заканчиваются все сюжетные линии).